# بلديات زاباتيستا الثورية المستقلة
إنّ بلديات زاباتيستا الثوريّة المستقلّة (بالإسبانية:Municipios Autónomos Rebeldes Zapatistas MAREZ) هي أراضي مستقلّة تحت سيطرة القاعدة الداعمة النيوزاباتيستا في ولاية تشياباس في جنوب المكسيك. أُسِّسَت البلديّات بعد ثورة الزاباتيستا عام 1994 وهي جزء من صراع تشياباس الواقع على نطاقٍ أوسع. رغم محاولات التفاوض مع الحكومة المكسيكيّة التي وصلت إلى إتفاقيّة سان أندريس عام 1996، تبقى إستقلاليّة المنطقة غير معترف بها من قِبَل الحكومة. لا يملك جيش زاباتيستا للتحرر الوطني أي سلطة على البلديّات المستقلّة. وِفقًا للدستور، لا يستطيع أي قائد أو عضو من هيئة السكان الأصليّين الثوريّة السريّة أحتلال أي موقع سلطة أو حكومة في هذه الأراضي.
إنّ هذه الأماكن مؤسّسة ضمن البلديّات الرسميّة والعديد منها هو البلديّة عينها كبلديّات سان أندريس لاراينزار وأوكوسينغو. إنّ بلديات زاباتيستا الثوريّة المستقلّة تنسّق فيما بينها وأهدافها الرئيسيّة هي تعزيز الصحّة والتعليم على أراضيها. تحارب البلديّات أيضًا من أجل حقوق الأرض، العمل والتجارة، السكن، ومشاكل تأمين الوقود، كما تعزّز الفنون (خصوصًا لغات وتقاليد السكّان الأصليّين)، والعدالة الإداريّة.

## الإدارة
يلتقي السكّان على المستوى المحلّي في هيئات شعبيّة مؤلّفة من حوالي 300 عائلة حيث يشارك كل من يفوق عمرهم الـ12 سنة في صنع القرار. تحاول الهيئات الوصول إلى قرار بالإجماع ولكنها مستعدّة للعودة إلى التصويت بالأكثريّة. تشكّل المجتمعات المحليّة فدراليّات مع باقي المجتمعات لتشكيل بلديّات مستقلّة التي تشكّل بدورها فدراليّات مع باقي البلديّات لتشكيل منطقة. تتشكّل الزاباتيستا من 5 مناطق تضمّ 360,000 نسمة حسب تقدير عام 2018.
لكلّ مجتمع محلّي، 3 بُنى إداريّة: (1)الكوميساريا، وهي معنيّة بإدارة الأمور اليوميّة (2)هيئة إدارة التحكّم بالأرض وهي معنيّة بإدارة الغابات وحلّ النزاعات بين المجتمعات المحليّة (3)الأجانسيا وهي وكالة شرطة مؤلّفة من المجتمع المحلّي.

## الاقتصاد
يعتمد اقتصاد الزاباتيستا بشكل رئيسي على تعاونيّات العمّال، مزارع العائلات، ومتاجر المجتمع المحلّي. كما تؤمّن مجالس الإدارة السليمة قروض بفائدة منخفضة، تعليم مجاني، محطّات راديو، والطبابة للمجتمعات المحليّة. إن الاقتصاد مكتفي ذاتيًّا إلى حدٍّ كبير وهو يُنتج الذرة، الفاصولياء، القهوة، الموز، السُكّر، البقر، الدجاج، الخنازير، والملابس في التعاونيّات. قضت المجتمعات المحليّة على الملكيّة الخاصة (ولكن ليس الشخصيّة) للعقارات ووضعت نظام ملكيّة جماعيّة للأرض، وهي تبيع منتجات تُقدّر قيمتها بأكثر من 44 مليون دولار أميركي في الأسواق العالميّة كل سنة. نظرًا للملكيّة العامة للأرض ونظام الديمقراطية التشاركيّة، تنخفض مستويات الجوع والعنف بشكلٍ كبير مُقارنةً مع باقي مجتمعات المكسيك الفقيرة.

## الخدمات العامة

### التعليم
تُدير الزاباتيستا مئات المدارس مع آلاف المعلّمات والمعلّمين وهي تعمل حسب مبادئ التعليم الديمقراطي حيث يقرّر التلاميذ مع المجتمع المحلّي على محتوى المنهج ولا يحصل التلاميذ على علامات مدرسيّة.

### الإستشفاء
تصون الزاباتيستا نظام رعاية صحيّة شاملة عالي الجودة ومجاني ولكن الأدوية غير مجانيّة نظرًا لحاجة النظام إلى تغطية كلفة تأمينها. يؤمن سكّان مجتمعات الزاباتيستا أنّ خدمتهم الصحيّة تحتوي على طاقم صحّي أفضل ومعدّات أفضل وهي أقلّ عنصريّةً تجاه السكّان الأصليين مقارنةً بباقي الخدمات الصحيّة في تشياباس. كما تعمل الخدمة الصحيّة مع المستشفيات في المنطقة وتستقبل مجانًا المرضى من باقي المجتمعات الّذين يحتاجون إلى استخدام المعدّات الطبيّة لدى الزاباتيستا. منذ عام 1994، بنى الزاباتيستا مستشفيان جديدان و18 عيادة طبيّة جديدة في المنطقة لتحسين نوعية حياة المجتمعات المحليّة. أظهرت دراسة عام 2014 أن نظام الزاباتيستا للرعاية الصحيّة حقّق الإنجازات التالية:
- عام 2005، حصل 84.2% من أطفال الزاباتيستا على لقاحاتهم بشكلٍ كامل مقارنةً بـ74.8% في المجتمعات الموالية للحكومة.
- عام 2010، حصل 63% من النساء الحوامل على المساعدة الطبيّة في مجتمعات الزاباتيستا، مقارنةً بـ35% من النساء الحوامل في باقي المجتمعات.
- عام 2010، حصل 74% من المجتمعات الزاباتيستا على حمامات في منازلهم، مقارنةً بـ54% في المجتمعات الموالية للحكومة.
- عام 2013، عانى 32% من سكّان الزاباتيستا من مرض السلّ مقارنةً بـ84% في المجتمعات الموالية للحكومة.
- فحوصات السرطان والصحة الجنسيّة تحصل بكميّة أكثر من ما قبل الثورة.
- في المناطق حيث علت مستويات الموت خلال الولادة سابقًا بشكلٍ كبير، لم تُسجّل أي حالة موت خلال الولادة لمدّة 8 سنوات أو أكثر.
- إنّ القضاء على تصنيع واستهلاك الكحول، مرتبط بشكلٍ مباشر بتخفيف العديد من الأمراض والإلتهابات كتشمّع الكبد، القرحات، سوء التغذية، والجروح خلال العمليّات.

وِفقًا لتقرير من أوفنتِك عام 2016:
كانت أوفنتِك تحتوي على عيادة طبيّة صغيرة تبدو أنها تعمل بشكلٍ كامل وتؤمّن الرعاية الصحيّة الأساسية. تدلّ اليافطة على الباب أن الإستشارات العامة، طبّ النساء، والعيون، وخدمات المختبر مؤمّنة 5 أيام في الأسبوع. خدمات الطوارئ مؤمّنة 24 ساعة في اليوم، 7 أيام في الأسبوع. يبدو أنّ لديهم سيارة إسعاف جديدة. بعض الخدمات كطب الأسنان وتخطيط الصدى الطبي مؤمّنة بضعة أيام في الأسبوع.

## حماية البيئة
إتّخذ الزاباتيستا عدّة مشاريع لحماية إعادة إحياء الأنظمة البيئيّة لأدغال لاكاندون، ضمنها منع استعمال المبيدات الكميائية والحشريّة، ومقاومة استخراج النفط والمعادن عبر المناجم. وِفقًا لتقرير زائر لبلدة أوفنتِك عام 2016:
لاحظتُ أمرًا مختلفًا - أمرًا لم أعرفه من اللحظة الأولى. وأخيرًا عرفت ما هو: لا نفايات مرميّة على الطريق. ولا حتّى غلاف لوح شوكولاطة.
إنطلق الزاباتيستا أيضًا في رعاية النحل وإعادة التشجير، وزرعوا 30,000 شجرة لحماية مصادر الماء (وهو أمر مهمّ نظرًا لاشتداد حدّة نقص الماء في شياباس)، عكس تدمير الغابات وتأمين مصدر للطعام، الوقود، ومواد البناء. يهدف مزارعي النحل إلى عكس الإنهيار في أعداد النحل، وصناعة العسل للطعام، إعادة إحياء البيئة، والشموع.
رحّب العديد من الإشتراكيّين البيئيّين واللاسلطويّين البيئيّين بجهود الزاباتيستا لبناء مجتمع بيئي. بالمقابل، إنتقد بيئيّون آخرون ومجتماعات المايا في لاكاندون الزاباتيستا لسماحهم وتشجيعهم على قصّ الأشجار، وإنشاء المزارع والمنازل في مناطق محميّة في أدغال لاكاندون.

## النسويّة
يتّحد الزاباتيستا بشكل كبير مع سياسة النسويّة والمجتمع ميم. ينصّ القانون الثوري للنساء الّذي ألّفته الكومندنتا رامونا على:
أوّلاً: يحقّ للنساء بغضّ النظر عن لون بشرتهنّ، إثنيّتهنّ، أو ميولهنّ السياسية بالمشاركة في الكفاح الثوري حسب رغبتهنّ وقدرتهنّ.
ثانيًا: يحقّ للنساء بالعمل والحصول على رواتب عادلة.
ثالثًا: يحقّ للنساء إتّخاذ القرار بعدد الأطفال الذي يردن أن ينجبن أو يعتنين بهم.
رابعًا: يحقّ للنساء بالمشاركة في أمور المجتمع المحلي واحتلال مراكز سلطة إذا انتُخِبن بشكل حرّ وديمقراطي.
خامسًا: يحقّ للنساء وأطفالهنّ للرعاية الأساسيّة في موضوع الطبابة والتغذية.
سادسًا: يحقّ للنساء بالتعليم.
سابعًا: يحقّ للنساء باختيار شريكهنّ لا أنّ يُجبرن بالزواج.
ثامنًا: لا يجدر أن يتعرّض النساء للضرب أو الإساءة الجسديّة من قِبَل عائلتهنّ أو الغرباء. إنّ الإغتصاب أو محاولة الإغتصاب سيعاقبان بقسوة.
تاسعًا: يحقّ للنساء باحتلال مواقع قياديّة في التنظيم واحتلال رُتب عسكريّة في القوات المسلّحة الثورية.
عاشرًا: ستُفصّل حقوق وواجبات النساء في القوانين والأنظمة الثوريّة.